# امیر دژاکام
امیر دژاکام (زاده ۲۶ اردیبهشت ۱۳۴۱)، هنرپیشه، کارگردان و مدرس ایرانی است. وی مدرک کارشناسی ارشد خود را از دانشگاه تربیت مدرس، دریافت کرده است. وی با فیلم سینمایی هیس! دخترها فریاد نمی‌زنند در سال ۱۳۹۱ و آزاد به قید شرط حسین شهابی در سال ۱۳۹۵ در جشنواره فیلم فجر، شرکت کرده است.

## آثار هنری

### مجموعه‌ها
- ۱۳۸۶ مدار صفر درجه (حسن فتحی)
- ۱۳۸۷ آخرین دعوت (حسین سهیلی زاده)
- ۱۳۸۷ ترانه مادری (حسین سهیلی‌زاده)
- ۱۳۸۸ سال‌های مشروطه (محمدرضا ورزی)
- ۱۳۸۹ تبریز در مه (محمدرضا ورزی)
- ۱۳۸۹ سرگشته (محمدحسین حقیقی)
- ۱۳۹۰ سراب (حسین سهیلی زاده)
- ۱۳۹۲ آوای باران (حسین سهیلی زاده)
- ۱۳۹۳ کیفر (حسین تبریزی)
- ۱۳۹۶ هست و نیست (حسین سهیلی زاده)
- ۱۴۰۱ آنتن (ابراهیم عامریان)
- ۱۴۰۱ ساخت ایران (بهمن گودرزی)
- ۱۴۰۲ زخم کاری (مجموعه نمایش خانگی) (محمد حسین مهدویان)
- ۱۴۰۳ قطب شمال (امین محمودی یکتا)
- ۱۴۰۳ فریبا (محمود معظمی)

## نویسندگی و کارگردانی
- «بهار را دوست دارم»؛ کرمان، کانون پرورش فکری کودکان و نوجوانان؛ ۱۳۵۶
- «شب رجعت»؛ کرمان، دانشکده علوم پزشکی؛ ۱۳۶۱
- «دست‌ها و قلب‌ها»؛ تهران، تئاترشهر، تالار چهارسو؛ ۱۳۶۵
- «در بیابان قلندران مبهوت»؛ تهران، تالار وحدت؛ ۱۳۶۸
- «زیباترین گل‌های قالی»؛ تهران، تئاترشهر، تالار اصلی؛ ۱۳۶۹
- «عروسی چاه»؛ تهران، تئاترشهر، تالار چهارسو؛ ۱۳۷۱
- «شهرزاد»؛ تهران، تئاترشهر، تالار اصلی؛ ۱۳۷۳
- «شهرزاد»؛ آسیای میانه، ازبکستان، تاجیکستان، المه آتا، بخارا؛ ۱۳۷۴
- «شمس» نوشته «نصرالله قادری»؛ تهران، تئاترشهر، تالار اصلی؛ ۱۳۷۶
- «ضیافت شیطان»؛ تهران، تئاترشهر، تالار اصلی؛ ۱۳۷۶
- "سیاوش‌خوانی "؛ تهران، تئاترشهر، تالار اصلی؛ ۱۳۷۸
- «دایره گچی قفقازی»؛ رومانی؛ ۱۳۸۰-فیلیپین؛ ۱۳۸۱
- «اشباح» نوشته «ایبسن»؛ رومانی؛ ۱۳۸۲
- «مدیا»؛ رومانی؛ ۱۳۸۲

«عروسی خون»؛ رومانی؛ ۱۳۸۱- فیلیپین؛ ۱۳۸۳
- «فاوست» نوشته «گوته»؛ فلیپین؛ ۱۳۸۳
- «اسیر» تهران، تئاترشهر، سالن شماره ۲
- «روژان» تهران، خانه نمایش
- «تاج محل» تهران، خانه نمایش
- «مکبث» تهران، پردیس تئاتر شهرزاد، ۱۳۹۸

### کارگردانی
- «بن‌بست» نوشته «مهدی هرمز»؛ کرمان، دانشکده علوم پزشکی؛ ۱۳۶۲
- «پرنده‌های شط» نوشته «اعظم بروجردی»؛ تهران، تالار وحدت؛ ۱۳۶۴
- «حکم» تهران، دانشکده هنرهای زیبا، سالن تجربه؛ ۱۳۶۵
- «افسانه کلاغ»؛ نوشته «سیمین امیریان»؛ تهران، تالار هنر؛ ۱۳۶۵
- «مثنوی کوچه»؛ نوشته «فیروز جلالی زنوزی»؛ تهران، تالار هنر
- «پالتو» نوشته «دینو بوتزاتی»؛ تهران، تئاترشهر، تالار شماره ۲؛ ۱۳۷۰
- «پسر کارون» نوشته «هوشنگ هیهاوند»؛ تهران، تالار وحدت؛ ۱۳۷۲
- «اعجاز شقایق» نوشته «فرهاد مهندس‌پور»؛ تهران، تالار وحدت؛ ۱۳۷۴
- «پرده‌های نیلگون» نوشته «فرهاد مهندس‌پور»؛ تهران، تالار وحدت؛ ۱۳۷۵
- «لیلی و مجنون» نوشته «محمد ابراهیمیان»؛ تهران، تئاترشهر، تالار اصلی؛ ۱۳۷۸
- «مرد نیک» نوشته «هادی حوری»؛ تهران، تئاترشهر، تالار قشقایی؛ ۱۳۸۱
- «ملکه جنیان» نوشته «هادی حوری»؛ تئاترشهر، تالار چهارسو؛ ۱۳۸۲
- «عروسی خون» تهران، تئاترشهر، سالن شماره ۲؛ ۱۳۸۲
- «ضیافت شیطان» تهران، تئاترشهر، سالن اصلی؛ ۱۳۸۲
- «دایره کمیر قفقازی» تهران، تئاترشهر، سالن شماره ۲؛ ۱۳۸۲
- «باده خاص» نوشته «هادی حوری»؛ تهران، تئاترشهر، تالار چهارسو؛ ۱۳۸۳
- «یادگاری» (محمد حاتمی) عشق‌آباد، نجارا، آلماتا؛ ۱۳۸۳ ـ تهران، تئاترشهر، تالار چهارسو
- «دزد دریایی» (هادی حوری) تهران، تالار قشقایی
- «خواب دریا» (نصراله قادری) تهران، تئاترشهر، سالن اصلی
- «با دهانی پر از سیب» (محمد چرمشیر) تهران، خانه نمایش
- «آسمان و زمین» (ایوب آقاخانی) خوزستان، مازندران، ساوه، گیلان؛ ۱۳۸۵
- «مرد نیک» نوشته «هادی حوری»؛ تهران، تئاترشهر، تالار قشقایی؛ ۱۳۸۵
- «سه‌گانه میتراس» (سیمین امیریان) تهران، تئاترشهر، تالار چهارسو؛ ۱۳۸۶
- «امپراتور و آنجلو» (ایوب آقاخانی) تهران، تئاترشهر، تالار چهارسو؛ ۱۳۸۶
- «رویاهای خلیج فارس» (سیروس کهوری‌نژاد) تهران، تئاترشهر، سالن اصلی؛ ۱۳۸۸
- «باران» (هادی حوری) تهران، فرهنگسرای نیاوران؛ ۱۳۸۸

### بازیگری
- «اسب سفید» به کارگردانی «آقای کرمانی»؛ کرمان، کانون پرورش فکری؛ ۱۳۵۴
- «آسیدکاظم» به کارگردانی «علیرضا مددی»؛ کرمان، مرکز تئاتر؛ سال ۱۳۵۷
- «صیادان» به کارگردانی «علیرضا مددی»؛ کرمان، مرکز تئاتر؛ ۱۳۵۸
- «شب رجعت»؛ کرمان، دانشکده علوم پزشکی؛ ۱۳۵۹
- «سقوط» نوشته و کارگردانی «ذبیح‌الله قاسمی»؛ ۱۳۶۰
- «مرگ دیگری» به کارگردانی «مسعود سلطان‌زاده»؛ تهران، تالار مولوی؛ ۱۳۶۱
- "کرکس‌هاً به کارگردانی "مسعود سلطان‌زاده"؛ تهران، تئاترشهر، تالار چهارسو؛ ۱۳۶۲
- «روی صحنه» به کارگردانی «حسین مختاری»؛ تهران، تالار مولوی؛ ۱۳۶۵
- «غروب یک برکه» نوشته و کارگردانی «حسین فرخی»؛ تهران، تالار مولوی؛ ۱۳۶۶
- «چشم آبی اقیانوس» به کارگردانی «فرشاد فرشته حکمت»؛ تهران، تئاترشهر، تالار چهارسو؛ ۱۳۶۷
- «بحرالغرائب» به کارگردانی «آتیلا پسیانی»؛ تهران، تئاترشهر، تالار شماره ۲؛ ۱۳۸۴
- «فرزند» (سیمین امیریان) تهران، تئاترشهر، سالن شماره ۲؛ ۱۳۸۴
- «منصور حلاج» به کارگردانی «سیاوش تهمورث»؛ تهران، تئاترشهر، تالار قشقایی؛ ۱۳۸۵

نمایشنامه

### نویسنده
- «هیاهوی بسیار برای هیچ» به کارگردانی «فردوس حاجیان»؛ پاریس؛ ۱۳۷۹
- «غزل کفر»؛ (افراز)؛ ۱۳۸۱
- «ساقی»؛ (نیستان)؛ ۱۳۸۲
- «میرعشق» به کارگردانی «هادی مرزبان»؛ تهران، تالار وحدت؛ ۱۳۸۲
- «چهاربند مخالف» ؛ انتشاران افراز؛ ۱۳۸۳
- «صداش بزن انار گندم»؛ مجله نمایش؛ انتشارات افراز؛ ۱۳۸۳
- «طلسم نیلوفر»؛ مجله نمایش؛ انتشارات افراز؛ ۱۳۸۳
- «روژان»؛ مجله نمایش؛ انتشارات افراز؛ ۱۳۸۳
- «شنگرف به رنگ سیاه»؛ مجله صحنه؛ ۱۳۸۴
- «سرطان»؛ (افراز)؛ ۱۳۸۵
- «غزل کفر» به کارگردانی «حسین مسافرآستانه»؛ پاریس؛ ۱۳۸۵
- «منطق‌الطیر سلیمانی» ؛ انتشارات افراز؛ ۱۳۸۷
- «غزل کفر» (هادی مرزبان) تهران، تالار ایرانشهر، سالن شماره ۱
- «ماه منظر» (منصور مرادی) تهران، تالار ماه